# Ед Ууд (филм)
 Тази статия е за филма.  За режисьора вижте Ед Ууд.  
„Ед Ууд“ (на английски: Ed Wood) е американски биографичен филм от 1994 г. на режисъора Тим Бъртън, който разглежда историята на режисьора Ед Ууд и актьора Бела Лугоши, и създаването на три от съвместните им филми („Глен или Гленда“, „Булката на чудовището“ и „План 9 от далечния космос“).